# Svenska mästerskapen i längdskidåkning 1989
Svenska mästerskapen i längdskidåkning 1989 arrangerades i Bollnäs. 

## Medaljörer, resultat

### Herrar
| Gren                  | Guld                                                          | Guld                                                          | Silver       | Silver        | Brons            | Brons           |
| 15 km (K)             | Gunde Svan                                                    | Dala-Järna IK                                                 | Lars Håland  | Dala-Järna IK | Christer Majbäck | Jukkasjärvi IF  |
| 30 km (K)             | Gunde Svan                                                    | Dala-Järna IK                                                 | Jan Ottosson | Åsarna IK     | Christer Majbäck | Jukkasjärvi IF  |
| 50 km (F)             | Gunde Svan                                                    | Dala-Järna IK                                                 | Lars Håland  | Dala-Järna IK | Henrik Forsberg  | Bergeforsens SK |
| Stafett 3 x 10 km (F) | Dala-Järna IK (Sven-Erik Danielsson, Lars Håland, Gunde Svan) | Dala-Järna IK (Sven-Erik Danielsson, Lars Håland, Gunde Svan) |              |               |                  |                 |
| Lagtävling 15 km      | Dala-Järna IK                                                 | Dala-Järna IK                                                 |              |               |                  |                 |
| Lagtävling 30 km      | Dala-Järna IK                                                 | Dala-Järna IK                                                 |              |               |                  |                 |
| Lagtävling 50 km      | Dala-Järna IK                                                 | Dala-Järna IK                                                 |              |               |                  |                 |

### Damer
| Gren                 | Guld                                                              | Guld                                                              | Silver           | Silver       | Brons                                | Brons                   |
| 5 km (K)             | Marie-Helene Westin                                               | Sollefteå SK                                                      | Carina Görlin    | Sollefteå SK | Karin Svingstedt                     | Stockviks IF            |
| 10 km (K)            | Magdalena Wallin                                                  | Stockviks IF                                                      | Karin Svingstedt | Stockviks IF | Anna-Lena Fritzon Marie-Helen Westin | Malungs IF Sollefteå SK |
| 20 km (F)            | Marie-Helene Westin                                               | Sollefteå SK                                                      | Magdalena Wallin | Stockviks IF | Anna-Lena Fritzon                    | Malungs IF              |
| Stafett 3 x 5 km (F) | Stockviks IF (Karin Svingstedt, Catrin Larsson, Magdalena Wallin) | Stockviks IF (Karin Svingstedt, Catrin Larsson, Magdalena Wallin) |                  |              |                                      |                         |
| Lagtävling 5 km      | Sollefteå SK                                                      | Sollefteå SK                                                      |                  |              |                                      |                         |
| Lagtävling 10 km     | Stockviks IF                                                      | Stockviks IF                                                      |                  |              |                                      |                         |
| Lagtävling 20 km     | Stockviks IF                                                      | Stockviks IF                                                      |                  |              |                                      |                         |

### Webbkällor
- Svenska Skidförbundet
- Sweski.com